# Укрбуд
Українська державна будівельна корпорація (Укрбуд) — українська будівельна корпорація, підпорядкована Кабінету Міністрів України. Найбільший серед українських забудовників за числом одночасно споруджуваних проєктів у 2017 році.

## Історія
Корпорація створена 1 липня 1991 року постановою Кабінетом Міністрів УРСР як правонаступник колишнього Міністерства будівництва УРСР. Корпорація складалась приблизно з 1500 підприємств, більшу частину з яких згодом приватизували або реорганізували. Мета створення компанії «Укрбуд» полягала у забезпеченні реалізації економічних інтересів держави, пов'язаних з розвитком будівельної галузі.
Компанія Укрбуд є підприємством однойменної корпорації, до якої також входять ТОВ «Укрбуддевелопмент», ТОВ «Будівельна компанія» Укрбудмонтаж ", ТОВ «Будівельні мережі» та інші. Компанія «УКРБУД» представляє державні інтереси на будівельному ринку України і займається комплексними роботами з проєктування та зведення промислових об'єктів і споруд громадського користування. А також веде підготовку і перепідготовку кадрів за будівельними спеціальностями.
З 2005 року підприємства-члени «Укрбуд» регулярно проводять післяаварійні і стабілізаційні роботи на Чорнобильській АЕС.
У 2010 році компанію очолив Максим Микитась. Під його керівництвом у 2012 році «Укрбуд» вийшла на ринок житлового будівництва у місті Києві. Першим об'єктом став недобудований колишнім власником ЖК «Лісовий». Комплекс було введено експлуатацію в 2013 році.
У 2015—2017 роках компанії Укрбуду брали участь в спорудженні об'єкту укриття на ЧАЕС.
Станом на січень 2016 року у корпорацію входила ПАТ "Будівельна компанія «Укрбуд» (100 % акцій компанії знаходиться в держвласності), у якої 12 дочірніх підприємств. Крім того, до корпорації входять проєктні інститути, навчально-курсові комбінати, будівельні та інші організації, та ще півтори сотні асоційованих членів, серед яких і державні, і приватні компанії.
Наприкінці 2017 року  корпорація уклала партнерство з розробниками першої української системи «розумного дому». А у 2019 році систему CLAP почали встановлювати у новобудовах Києва.
Корпорація була основним підрядником на будівництві сховищ боєприпасів для Збройних сил України. Основний підрядник будівництва Централізованого сховища відпрацьованого ядерного палива.
У 2019 році «Укрбуд» закінчила будівництво нової залізниці в Чорнобильській зоні відчуження.
У вересні 2019, коли будівництво ЖК компанії сповільнилось, гендиректор компанії Микитась пішов з бізнесу, компанію було продано через фінансові труднощі. Новими власниками стали керівник авторемонтної компанії «Building Group Plus» Євген Дикин та керівник фермерської компанії «Хмельниця Зернотрейд» Василь Польовий, але за вказаними адресами знайти їх було неможливо, бо адресою Дикина була квартира іншої людини, а за адресою Польового — дитячий садок[джерело?].
Новим інвестором компанії став керівник ресторанів «Tarantino Family» Дмитро Федотенков, але більшість об'єктів лишались замороженими, а ділянки — заарештованими.
18 червня 2025 року Фонд держмайна України продав на аукціоні за 805 млн гривень будівельну компанію Укрбуд. Переможцем торгів стало ТОВ Петро Ойл енд Кемікалс. Згідно з умовами приватизації, новий власник зобов’язаний має зберегти основні вид діяльності компанії Укрбуду, погасити протягом шести місяців боргів із заробітної плати та перед бюджетом, які наявні на дату переходу права власності на придбаний пакет акцій товариства, та не допустити звільнення працівників товариства з ініціативи нового власника чи уповноваженого ним органу.

## Мета та функції
Початкова мета компанії «Укрбуд» полягала у забезпеченні реалізації економічних інтересів держави, пов'язаних із розвитком будівельної галузі, задоволенні потреб населення, підприємств та установ послугами у галузі проєктування та будівництва, підготовці кваліфікованих робітників, створенні умов для підвищення конкурентоспроможності на будівельному ринку. Наразі метою компанії  є забезпечення доступним високоякісним інноваційним житлом. Основними функціями корпорації визначено:
- виконання завдань по будівництву та введенню в дію об'єктів житлово-цивільного і промислового призначення за державним замовленням;
- вирішення питань соціально-економічного розвитку об'єднань, організацій та підприємств, що входять до її складу;
- здійснення цілеспрямованої науково-технічної політики в справі поліпшення якості будівництва і промислової продукції;
- нарощування та підвищення технічного рівня виробництва, ефективного використання потужностей;
- впровадження у виробництво досягнень науки і техніки та визначення напрямів зовнішньоекономічної діяльності;
- удосконалення господарського механізму, широку взаємодію колективів у розвиткові прогресивних форм організації праці, госпрозрахунку, орендних відносин, кооперації та самофінансування.

## Об'єкти
Станом на червень 2019 року 23 проєкти в Києві повністю завершено, 66 будинків введено в експлуатацію в Києві, 11,2 млн м2 введені в експлуатацію загалом по Україні.

### 2018
- ЖК «Аристократ»
- Клубний будинок Spas Sky[19]
- ЖК «Верховина»
- ЖК «Козацький»[20]

### 2017
- ЖК «Олександрія»
- ЖК «Герцен Парк»
- ЖК «Старокиївський»
- ЖК «Вишиванка»
- ЖК «Казка»[21]
- ЖК Friendly House

### 2016
- ЖК «Либідь»
- ЖК «Оберіг»[22]
- ЖК «Микитська Слобода»

### 2015
- ЖК «Садовий»
- ЖК «Артемівський»[23]
- ЖК «Новопечерський двір»[24]
- ЖК «Артеміда»[25]

### 2014
- ЖК «Мінський»
- ЖК "Парк-хол «Горький»
- ЖК «Лісовий» (II дім)
- ЖК Country House[26]

### 2013
- ЖК «Лісовий»

## Керівництво

### Президенти
- (1991—1994) Плітін Володимир Никифорович[27]
- (2010—2016) Микитась Максим Вікторович[28]
- (2022 - т.ч.) Володимир Левін (в.о.)

### Віце-президенти
- (1991) Григорій Гордійчук та Короткевич Анатолій Андрійович.

## Критика та інциденти
У лютому 2015 року виник конфлікт навколо будівництва ЖК «Сонячна Рив'єра» на Микільській Слобідці в Києві. Активісти стверджували, що будинки зводяться занадто близько до води — у 68 метрах від берега. Для великих річок, як-от Дніпро, Водним кодексом України передбачена прибережна захисна смуга у 100 метрів, в межах якої будувати не можна. Водночас «Укрбуд» посилався на документи державних та місцевих органів, які свідчать, що поряд з будинками проходить середня річка Десенка, яка є притокою Дніпра. Для таких середніх річок Водним кодексом України передбачена прибережна захисна смуга лише у 50 метрів.
29 квітня 2015 року стало відомо, що активна фаза будівництва призвела до появи тріщин у Патріаршому соборі Воскресіння Христового УГКЦ, що неподалік від будмайданчика.
У грудні 2015 року виник скандал щодо будівництва ЖК «Переможець», що по вулиці Воскресенській, 2А. Землевпорядник ТОВ «Підрядне спеціалізоване ремонтно-будівельне управління № 3 «Київзеленбуд» імовірно неправомірно змінив цільове призначення земельної ділянки під будівництво. Керівництво «Укрбуд», будучи інвестором, вийшло з проєкту через можливі репутаційні ризики.
18 листопада 2017 року у Києві, на будівельному майданчику в урочищі Гончарі-Кожум'яки, при заливці плити перекриття опалубка не витримала навантаження і плита обвалилась. В результаті інциденту один чоловік отримав пошкодження.
Дві забудови «Укрбуд» планувалося вести на земельних ділянках, цільове призначення яких було змінено рішенням Господарського суду Севастополя Вони були прийняті вже після анексії Криму Росією. Рішення суду винесені одним суддею і не внесені до реєстру судових рішень. Документи на підставі цих рішень зареєстровані з різницею в 16 хвилин одним держреєстратором. Через сумнівність юридичного підґрунтя «Укрбуд» вийшов з обох проєктів.
У травні 2019 року НАБУ проводило перевірки документів у справі обміну квартир для потреб Національної гвардії України по вулиці Євгена Коновальця, 34 (ЖК «Аристократ»), на житло в будинках по вулиці Бориспільська, 23А, 25А, 27А (ЖК «Оберіг»). Керівництво «Укрбуд» заявило про безпідставність обшуків і підкреслила, що розслідування, яке тривало близько двох років, зашкодило діловій репутації корпорації.
Станом на листопад 2019 року роботи на більшості будівельних майданчиків компанії було призупинено, а 12 грудня 2019 року президент України Володимир Зеленський заявив, що «Київміськбуд» добудує всі об'єкти «Укрбуду».

## Діяльність екскерівникаМаксима Микитася
Екскерівника Укрбуду було призначено на посаду Азаровим 16 червня 2010 р.. Микитася звільнено 8 серпня 2016 р.
Микитась створив кілька приватних компаній, що в своїй назві мали слово «УкрБуд». Зокрема, ТОВ «УКРБУД ДЕВЕЛОПМЕНТ», якою володів Микитась. Через систему посередників та підрядників було створено злочинну схему з викрадення грошей довірителів.
22 жовтня 2019 року Апеляційна палата Вищого антикорупційного суду арештувала Микитася.

## Соціальна відповідальність
З 2014 року компанія підтримує команду з сидячого волейболу «Славутич», гравці якої входять до параолімпійської збірної України.
Компанія підтримує кілька навчальних закладів будівельного спрямування, будівельний коледж, надає підтримку бійцям АТО та дітям-сиротам.
У 2016 році Укрбуд запровадила програму соціального житла "Доступне житло від «Укрбуду», яка охопила п'ять житлових комплексів, розташованих в Дарницькому, Святошинському та Голосіївському районах Києва.
У 2017 році корпорація власним коштом облаштувала берегову лінію на Микільській слобідці в Києві з дитячими майданчиками, зеленими і пляжними зонами.

## Нагороди
- 2018 Realt Golden Key — номінації «Кращий ЖК бізнес-класу» та «Забудовник, гідний народної довіри»[46]
- «Вибір Року 2018» в Україні — номінація «Забудовник року 2018»[47]
- EFFIE Awards Ukraine 2018 — краща маркетингова команда країни в категорії «Будівництво, нерухомість, промисловість і B2B»[48]
- Українська народна премія — Найкращий девелопер року 2017[49] і 2018[50]
- EE Real Estate Project Awards 2018 в категорії «Девелоперська компанія року».[51]